# Shining Blade
Shining Blade è un videogioco RPG sviluppato e pubblicato da SEGA per PlayStation Portable, uscito solo in Giappone il 15 marzo 2012.

## Personaggi
- Rage
- Altina
- Fenrir
- Roselinde
- Fafner
- Sleipnir
- Sakuya